# 浦項スティーラースの選手一覧
浦項スティーラースの選手一覧は、浦項スティーラースに所属した経験のある選手の一覧。

## 過去に在籍した選手・スタッフ

### 選手

#### GK
- 金秉址 (2001 - 2005)
- 鄭成龍 (2003 - 2007)
- 申和容 (2004 - 2016)
- 權正赫 (2007)

#### DF
- 崔康熙 (1983)
- 洪明甫 (1992 - 1997, 2002)
- 李サビク (1998 - 2002)
- 李敏成 (2001 - 2002)
- 呉範錫 (2003 - 2007)
- 朴原載 (2003 - 2008)
- 黄載元 (2004 - 2010)
- 趙晟桓 (2005 - 2008)
- 朴景晥 (2005)
- 金水連 (2006 - 2010)
- 金亨鎰 (2008 - 2014)
- 車智鎬 (2009)
- 岡山一成 (2009 - 2010)
- 金源一 (2010 - )
- 金東權 (2011)

#### MF
- 朴昌善 (1977 - 1982)
- 崔文植 (1989 - 1998)
- 鄭容臺 (2001)
- 温炳勲 (2006 - 2007)
- 河錫舟 (2001 - 2003)
- 黄辰成 (2003 - 2013)
- 崔兌旭 (2006 - 2007)
- 崔孝鎭 (2007 - 2009)
- 金在成 (2008 - 2014)
- 文昶辰 (2012 - )

#### FW
- 朴成華 (1978 - 1979, 1986 - 1987)
- 崔淳鎬 (1980 - 1982, 1983 - 1987, 1991)
- ラデ・ボグダノビッチ (1992 - 1996)
- 黄善洪 (1993 - 1998)
- 高正云 (1998 - 2001)
- 李同國 (1998 - 2006)
- 南翼璟 (2002 - 2006)
- 安鮮鎮 (2003)
- シュウェンク (2007)
- ステボ (2008 - 2009)
- 薛琦鉉 (2010)
- モタ (2010 - 2011)
- デレク・アサモア (2011 - 2012)
- 金東煕 (2011)
- 朴成鎬 (2012 - 2013, 2015)
- 梁東炫 (2016 - 2017)